# Lumen Monteiro

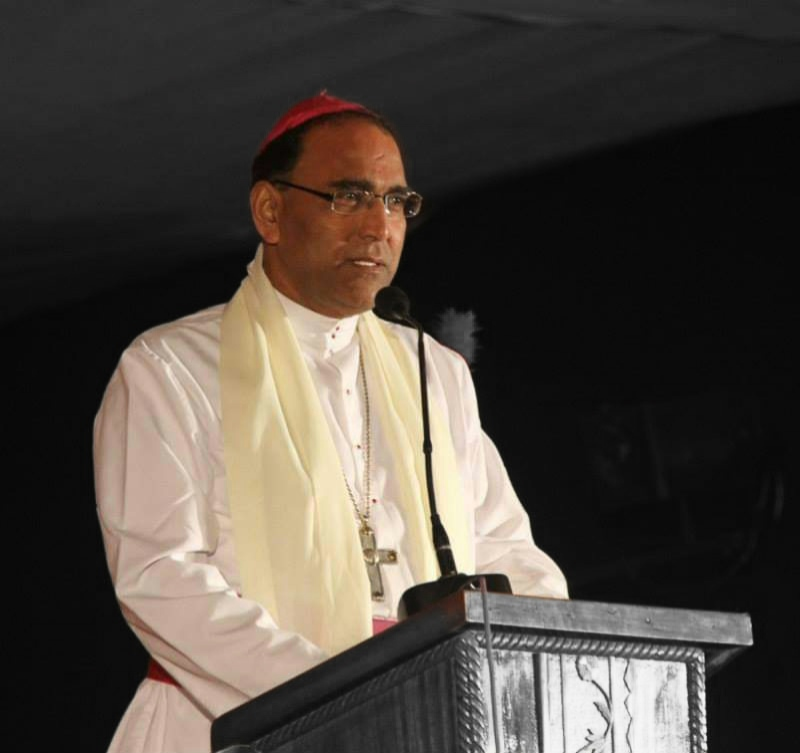
Lumen Monteiro, 2012

Lumen Monteiro CSC (* 1. Februar 1952 in Calangute) ist Bischof von Agartala.

## Leben
Lumen Monteiro trat der Ordensgemeinschaft der Kongregation vom Heiligen Kreuz bei und empfing am 28. Oktober 1980 die Priesterweihe. Papst Johannes Paul II. ernannte ihn am 11. Januar 1996 zum Bischof von Agartala. 
Der Erzbischof von Shillong, Tarcisius Resto Phanrang SDB, spendete ihm am 26. Mai desselben Jahres die Bischofsweihe; Mitkonsekratoren waren Denzil Reginald D’Souza, Bischof von Aizawl, und Joseph Mittathany, Erzbischof von Imphal. 